# Qualificazioni alla Coppa COSAFA 2001
Sono elencate di seguito le date e i risultati per le qualificazioni alla Coppa COSAFA 2001.

## Formula
13 membri COSAFA: Zimbabwe (come detentore del titolo), Lesotho (come finalista dell'edizione precedente) e Angola (come semifinalista dell'edizione precedente) sono qualificati direttamente alla fase finale, Seychelles e Madagascar sono esclusi dal torneo. Rimangono 8 squadre per 5 posti disponibili per la fase finale: le qualificazioni si compongono di un turno unico.
- Playoff - 8 squadre, giocano partite di sola andata. Le vincenti e la migliore perdente si qualificano alla fase finale.

## Playoff
| Arbitro: | Faduco |

|                                         |                      |                                     |
| D. Dlamini S. Dlamini M. Dlamini Nhleko | Tiri di rigore 2 – 1 | Mwape Sinyangwe Lota Chilembe Bwale |

Swaziland qualificato alla fase finale.
| Arbitro: | Mlangeni |

|  |           |              |
|  | Marcatori | 75’ Kanyenda |

Malawi qualificato alla fase finale.
| Arbitro: | Nchengwa |

|           |           |  |
| Appou 84’ | Marcatori |  |

Mauritius qualificato alla fase finale.
| Arbitro: | Sentsho |

|  |           |                                     |
|  | Marcatori | 25’ Ndlanya 68’ Nhleko 89’ Mazibuko |

Sudafrica qualificato alla fase finale.
Zambia qualificato alla fase finale come miglior perdente.